# Kingsbridge Road (stacja metra na Concourse Line)
Kingsbridge Road – stacja metra nowojorskiego, na linii B i D. Znajduje się w dzielnicy Bronx, w Nowym Jorku i zlokalizowana jest pomiędzy stacjami Bedford Park Boulevard i Fordham Road. Została otwarta 1 lipca 1933.